# Quercus miyagii
Quercus miyagii — вид рослин з родини Букові (Fagaceae); ендемік Японії.

## Опис
Дерево до 12 м заввишки. Пагони голі. Листки 8–15 × 2–4 см, ланцетні, рідко лінійно-довгасті або овально-ланцетні, шкірясті; довго загострені на верхівці; основа округла або тупа, рідко клиноподібна; молоде листя з обох сторін сріблясто-запушене; безволосі, зелені зверху; блідо-сірувато-зелені знизу з досить стійкими волосками; край цілий, рідко зубчастий; ніжка листка гола, довжиною 1.5–2 см. Жолудь яйцювато-кулястий, 2.8 см у діаметрі і 3 см у висоту; чашечка охоплює лише основу горіха, діаметром 2–3 см, висотою 8–10 мм; визріває перший рік.

## Середовище проживання
Ендемік островів Рюкю Японії.
Росте у широколистяних вічнозелених лісах у горах. Висота проживання: 300–2500 м.

## Використання
Вважається економічно важливим лісовим деревом.